# Luxury Racing
Le Team Luxury Racing, est une écurie française de sport automobile fondée en 2010 qui participe en 2011 à l'Intercontinental Le Mans Cup, à l'International GT Open et au Ferrari Challenge et en 2012 au championnat du monde d'endurance. Elle compte également deux participations aux 24 Heures du Mans.
Bien que l'équipe remporte le titre en Porsche Carrera Cup France en 2010, l'année 2011 est marquée par le choix de ne représenter exclusivement que Ferrari.

## Historique
La marque Luxury Racing a été créée en 2009. 
L'apport de financement en 2010 permet de franchir une première étape en 2010 avec le premier titre de Frédéric Makowiecki en Porsche Carrera Cup France. En 2011, l'engagement de deux Ferrari 458 Italia GT2 pour la saison complète d'Intercontinental Le Mans Cup assure alors une première participation aux 24 Heures du Mans et une troisième place au championnat. En 2012, l'équipe s'inscrit au nouveau championnat du monde d'endurance et termine deuxième aux 24 Heures du Mans 2012 en catégorie LM GTE Pro. Après ce podium, l'écurie arrête son engagement dans le championnat à la suite d'une perte d'un sponsor.

## Palmarès
- Porsche Carrera Cup France

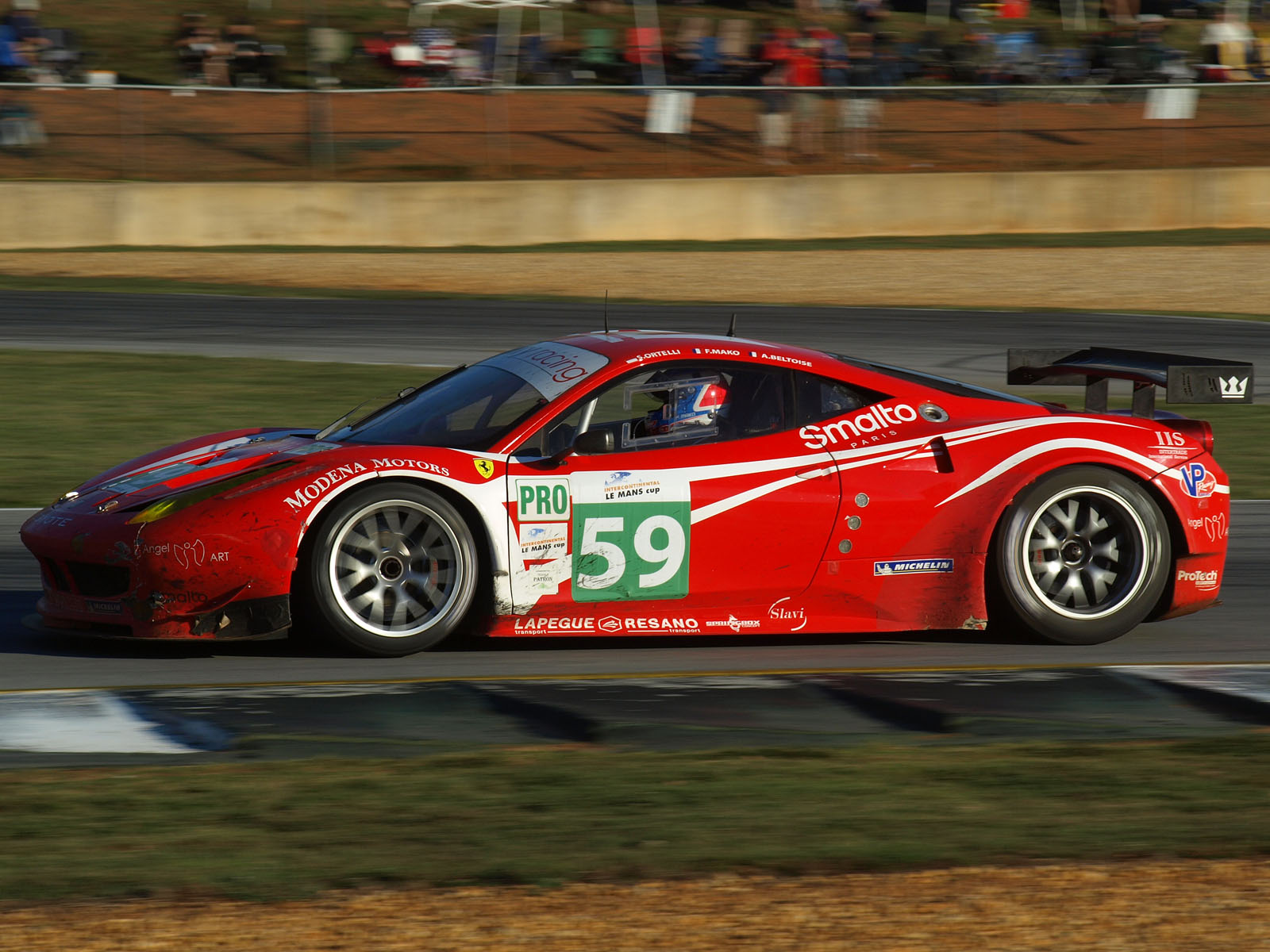
La Ferrari 458 Italia GT2 au Petit Le Mans 2011.

  - Champion avec Frédéric Makowiecki en 2010

- Grand tourisme
  - Participation au Championnat de France FFSA GT en 2010[1]
  - Vainqueur de la course de Lédenon avec Frédéric Makowiecki et François Jakubowski (de)

- International GT Open
  - Vice-champion par équipe de la catégorie GTS en 2010 avec l'équipe Jean-Philippe Dayraut, Stéphane Ortelli, Johan-Boris Scheier, Jean Yves Adam et Frédéric Makowiecki.
  - Vice-champion pilote de la catégorie GTS en 2010 avec Jean-Philippe Dayraut[2].

- 24 Heures du Mans
  - 1re participation en 2011 avec deux Ferrari 458 Italia GT2[3]
  - 2e participation en 2012 en GTE Pro : 2e avec Fréderic Makowiecki, Dominik Farnbacher et Jaime Melo.

## Pilotes anciens et actuels
| - Anthony Beltoise - Christopher Campbell - Jean-Philippe Dayraut - Jean-Denis Delétraz |  | - François Jakubowski (de) - Frédéric Makowiecki - Stéphane Ortelli - Nicolas Marroc |  |